# Morro Dois Irmãos
Morro Dois Irmãos är en kulle i Brasilien.   Den ligger i kommunen Rio de Janeiro och delstaten Rio de Janeiro, i den sydöstra delen av landet, 900 km sydost om huvudstaden Brasília. Toppen på Morro Dois Irmãos är 246 meter över havet, eller 168 meter över den omgivande terrängen. Bredden vid basen är 0,51 km.
Terrängen runt Morro Dois Irmãos är kuperad åt nordväst, men åt sydost är den platt.Trakten är tätbefolkad. Närmaste större samhälle är São João de Meriti, 16,6 km norr om Morro Dois Irmãos. 